# Dim (album)
Dim è il quarto album in studio della band j-rock/alternative metal giapponese The GazettE, pubblicato il 15 luglio del 2009 in Giappone. L'album è arrivato al secondo posto sulla Hit parade dell'Oricon Daily Charts e al quinto posto sulla Oricon Weekly Charts, vendendo ben più di 37 000 copie solo nella prima settimana.

## Tracce
Tutte le canzoni sono state scritte da Ruki.
CD
1. Hakuri (剥離) – 1:43
2. The Invisible Wall – 4:35
3. A Moth under the Skin – 2:57
4. Leech – 4:15
5. Nakigahara (泣ヶ原) – 7:19
6. Erika (エ リ カ) – 0:53
7. Headache Man – 3:54
8. Guren (紅蓮) – 5:40
9. Shikyuu (子宮) – 0:43
10. 13Stairs[-]1 – 5:02
11. Distress and Coma – 5:20
12. Kanshoku (感触) – 0:52
13. Shiroki Yuutsu (白き優鬱) – 4:29
14. In the Middle of Chaos – 3:02
15. Mourou (朦朧) – 0:23
16. Ogre – 3:14
17. Dim Scene – 5:12

DVD (solo per l'edizione limitata)
1. The Invisible Wall Music Clip
2. The Other Side of [DIM]

## Formazione
- Ruki - voce
- Uruha - chitarra
- Aoi - chitarra
- Reita - basso
- Kai - batteria

## Singoli
- I singoli estratti dall'album sono (in ordine cronologico) :

1. Guren, pubblicato il 13 febbraio 2008;
2. Leech, pubblicato il 12 novembre 2008;
3. Distress and Coma, pubblicato il 25 marzo 2009.